# Staročeskéit
Staročeskéit je minerál, objevený v kutnohorském rudném revíru Richardem Pažoutem (VŠCHT) a v druhé polovině roku 2017 také pod tímto názvem (kód IMA 2016-101) oficiálně uznaný Mezinárodní komisí pro nové minerály, nomenklaturu a klasifikaci (IMA). Dle českého mineraloga Iva Vacka z Přírodovědeckého muzea Národního muzea v Praze, se jedná „o vzácný sulfid stříbra a olova se zastoupením antimonu a bismutu“.
Mezinárodní název staročeskéite (včetně české diakritiky) je uveden v Seznamu minerálů Mezinárodní mineralogické asociace počínaje aktualizací z května 2017.